# Michael Joseph Netschert
Michael Joseph Netschert war ein fränkischer Abgeordneter.

## Werdegang
Netschert war als Holzhändler in Gemünden a.Main niedergelassen und dort Bürgermeister. Von 1859 bis 1861 und ein zweites Mal 1869 gehörte er der Kammer der Abgeordneten des Bayerischen Landtags an.